# Mette Lysdahl
Mette Lysdahl (* 11. März 1985 in Gullestrup, Dänemark) ist eine dänische Schauspielerin.

## Leben und Wirken
Erste Auftritte hatte Mette Lysdahl in Low-Budget-Filmen  und landesweiten Werbespots. 2005 begann sie eine Schauspielerausbildung an der Melbourne  Acting School und setzte sie an der Universität von Hongkong fort. In der Folge wirkte sie sowohl in etlichen dänischen und internationalen Produktionen als auch in deutschen Filmen und Fernsehproduktionen mit. Sie hatte beispielsweise in den Fernsehserien SOKO Wismar, Großstadtrevier und Rentnercops Auftritte.
Neben ihrer Schauspielkarriere hat Mette Lysdahl einen Master-Abschluss in Film- und Medienwissenschaften von der Universität Kopenhagen und war als Entwicklerin für mehrere kleinere TV-Produktionen in Hongkong und Kopenhagen tätig.
Mette Lysdahl lebt in Berlin.

## Filmografie (Auswahl)
- 2007: Kommissarin Lund – Das Verbrechen  (Fernsehserie, 1 Episode)
- 2007:  Guldhornene
- 2007: Anja og Viktor – Brændende kærlighed
- 2011: SOKO Wismar (Fernsehserie, 1 Episode)
- 2012: Großstadtrevier (Fernsehserie, 1 Episode)
- 2015: Unter dem Sand – Das Versprechen der Freiheit
- 2013–2017: Der Kommissar und das Meer (Fernsehserie, 2 Episoden)
- 2017: München Mord: Einer, der’s geschafft hat (Fernsehserie)
- 2017: Ein starkes Team: Familienbande (Fernsehserie)
- 2018: Lucia und der Weihnachtsmann
- 2018: Rentnercops (Fernsehserie, 1 Episode)
- 2019: Deutschstunde